# Марія-Жозефіна Савойська
Марія-Жозефіна-Луїза Савойська (фр. Marie-Joséphine-Louise de Savoie, італ. Maria Giuseppina Luisa di Savoia; 2 вересня 1753, Турин, Сардинське королівство — 13 листопада 1810, Хартвелл Хаус, Велика Британія) — титулярна королева Франції, дружина Людовика XVIII, принцеса Сардинська і П'ємонтська. Народилася в Турині й померла в Хартвелл Хаусі, англійській резиденції вигнаної французької королівської сім'ї.

## ПринцесаСавойського дому
Марія Джузеппіна Луїджі, як її звали італійською, народилася 1753 року третьою дитиною і другою дочкою Віктора Амадея III, короля Сардинії, і королеви Марії Антонії Фернанди Бурбонської, інфанти Іспанської.
Її бабусею і дідусем по батьківській лінії були Карл Еммануїл III король Сардинії і його дружина Поліксена Христина Гессен-Ротенбурзька, донька Ернеста Леопольда, ландграфа Гессен-Ротенбурзького. Бабуся і дідусь по материнській лінії — Філіп V Іспанський і його друга дружина — Єлизавета Фарнезе. Сестра Марії Джузеппіни, Марія-Тереза, стала дружиною Шарля де Бурбона, графа де Артуа, майбутнього Карла X короля Франції, дівера Марії Джузеппіни. Також кузиною Марії-Жозефіни була принцеса де Ламбаль, яка брала участь в переговорах про її шлюб.

## Де-юре королева Франції
16 квітня 1771 року Марія-Жозефіна Савойська стала дружиною Луї Станісласа Ксав'є де Бурбона, графа Провансальського, майбутнього Людовика XVIII. Подружжя не кохало одне одного і шлюб був бездітним. Обидві вагітності в 1774 та 1781 роках закінчилися викиднями. У придворних колах свого брата граф Прованський не грав ніякої ролі, а дружина його, жінка хитра і нещира, не мала підтримки членами королівської сім'ї. Не маючи нічого спільного із світським товариством, Марія-Жозефіна жила одноосібно в парку Монтрей, де займалася господарством і розводила птахів.
У 1791 році вона втекла з Парижа і знайшла притулок у свого батька в Турині. Граф Провансальський, який оголосив себе регентом, жив у Вероні. Після смерті Людовика XVII, єдиного вцілілого сина Людовика XVI й Марії-Антуанетти, у в'язниці в Тампле (16 червня 1795), французький двір у вигнанні оголосив графа Прованського королем Франції під ім'ям Людовіка XVIII. З цього часу для нього почалися поневіряння по Європі.
Марія-Жозефіна, ставши де-юре королевою Франції, продовжувала жити в Турині, де, за звичаєм, вела замкнутий спосіб життя. Вона спілкувалась лише з однією фрейліною Маргаритою Гурбійон, яку Людовик XVIII та його двір недолюблювали. Ряд істориків припускають лесбійські стосунки королеви з її фрейліною як першопричину її розбіжності з чоловіком. Вторгнення Наполеона до Італії в 1796 році змусило подруг переїхати до Німеччини, вони оселилися в землі Шлезвіг-Гольштейн.
Бажаючи збільшити блиск свого двору, Людовик XVIII викликав дружину до Митави (в ті роки місто вже перейшов під владу Російської Імперії), пред'явивши їй вимогу, аби вона не привозила з собою своєї фаворитки. Минуло 8 років відтоді, як подружжя розлучилося.
Коли 3 червня 1799 року королева прибула до Митави, Гурбільон також приїхала, але зупинилася в передмісті. У Митаві Марія-Жозефіна знову жила відокремлено, відвідуючи, крадькома від чоловіка, свою фаворитку, потерпала від безгрошів'я і суворого клімату Росії і виявляла бажання виїхати. У березні 1801 року, коли Людовик XVIII отримав з Іспанії грошову допомогу, їй вдалося вирушити на води в Пірмонт. У вересні 1803 року залишившись без засобів до існування, Марія-Жозефіна приїхала до чоловіка у Варшаву, але не знайшла там комфорту, до якого звикла. В її розпорядженні було всього дві кімнати, а єдиною доступною розвагою виявилися прогулянки в Саксонському саду З квітня 1805 року вона знову жила з чоловіком в Митаві, до тих пір, поки в жовтні 1807 роки вони не переїхали до Англії. Спочатку вони жили в Ессексі, а наступного року осіли в замку Хартвелл

## Смерть і похорон
Королева Марія-Жозефіна померла 1810 року від набряків у замку Хартвелл, але була похована в Кальярському соборі на Сардинії. Її брат, король Сардинії Карл Фелікс, встановив на її могил іпам'ятник з написом «sapiens, prudens, pientissima» і «Galliarum Regina», буквально «Королева Галлії», тобто Франції.